# 자제위
자제위(子弟衛)는 고려 공민왕이 1372년 설치하여 젊고 외모가 잘생긴 청년을 뽑아 이 곳에 두고, 좌우에서 시중을 들게 한 기관이다.
1374년 9월에 공민왕이 홍륜(洪倫), 최만생(崔萬生) 등 자제위(子弟衛) 소속의 미소년들을 궁중에 출입하게 하여, 그들과 동성애를 즐겼다는 주장이 있다. 또한 공민왕의 지시에 따라 공민왕의 후궁과 성관계를 맺게 했다는 조선측의 기록이 있다.
하지만 이러한 서술은 조선왕조 개창에 정당성을 부여하기 위하여 의도적으로 왜곡한 것으로 볼 수 있다.
홍륜은 공민왕의 후궁이었던 익비(益妃)와 간통하여 임신시켰는데 이를 최만생이 은밀히 공민왕에게 보고하였다. 공민왕은 "이 사실을 아는 자를 모두 죽여야겠다"고 말했다. 최만생은 자신까지 죽게 될까 두려워 홍륜에게 사실을 고해바쳤고 며칠 후 그들은 쿠데타를 일으켜, 신하들과 궁녀들을 닥치는 대로 죽이고 방화를 일삼았다.
결국 공민왕은 도망가려다가 홍륜, 권진, 홍관, 한안, 최선, 최만생에 의해 붙잡혀 1374년(공민왕 23년) 9월 21일에 암살되었고, 그해 새로 정권을 잡은 세력이 최만생을 처형하고 자제위를 폐지하였다.